# Luciana (Ciudad Real)
Luciana ist eine Gemeinde mit 360 Einwohnern (Stand: 2024) in der spanischen Provinz Ciudad Real der Autonomen Region Kastilien-La Mancha. 

## Lage
Luciana befindet sich etwa 47 Kilometer westnordwestlich von Ciudad Real in einer Höhe von ca. 545 m am Guadiana. Im Gemeindegebiet liegt der Flugplatz Aeródromo El Castaño.

## Bevölkerungsentwicklung
| Jahr      | 1970 | 1981 | 1991 | 2001 | 2011 | 2021 |
| Einwohner | 959  | 506  | 501  | 440  | 410  | 368  |

## Sehenswürdigkeiten
- Marienkirche (Iglesia de Santa María Egipciaca)